# Sven Pieters
Sven Pieters, född 5 juni 1976, är en friidrottare från Belgien. Han deltog vid olympiska sommarspelen 1996.